# Cyathodium
Cyathodium là một chi rêu trong họ Targioniaceae.